# Aisch
Aisch là một con sông dài 83 km, phụ lưu của sông Regnitz ở Trung và Thượng Franken, thuộc bang Bayern ở miền nam nước Đức. Nó đi qua Bad Windsheim, Neustadt an der Aisch và Höchstadt, và chảy vào sông Regnitz gần Altendorf.